# Izieu
Izieu è un comune francese di 206 abitanti situato nel dipartimento dell'Ain della regione dell'Alvernia-Rodano-Alpi.

## Storia

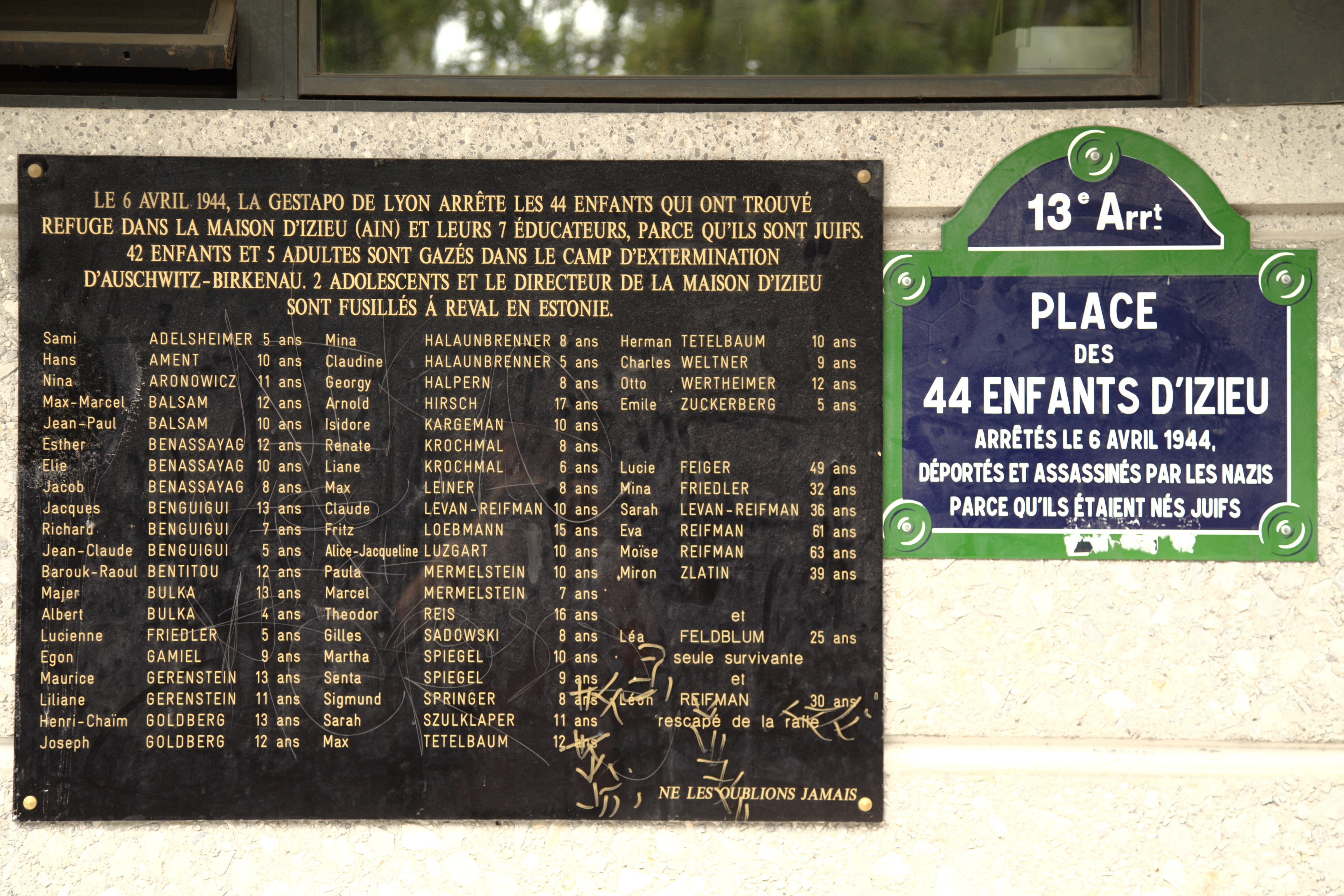
Lapide commemorativa dei Bambini di Izieu,
Parigi, Place des 44 Enfants d'Izieu, XIII arrondissement.

La località è ricordata soprattutto per la vicenda dei Bambini di Izieu. I coniugi Sabine e Miron Zlatin vi avevano fondato nel 1943 una colonia, una sorta di rifugio dove i bambini ebrei erano ospitati in attesa del tentativo di farli passare in Svizzera per sottrarli alle deportazioni nei campi di sterminio nazisti. Il 6 aprile 1944 la gestapo di Lione, comandata da Klaus Barbie, effettuò una retata: quarantaquattro bambini e 7 insegnanti furono arrestati e portati a Lione e quindi al campo di internamento di Drancy. Quarantadue di loro furono mandati al massacro nel campo di Auschwitz. Miron Zlatin fu fucilato dai tedeschi il 2 agosto 1944 a Tallinn in Estonia, insieme a due ragazzi.

## Società

### Evoluzione demografica
Abitanti censiti